# Earthlings
Earthlings (deutsch Erdlinge) ist eine Dokumentation, produziert von Shaun Monson, der auch das Drehbuch schrieb und Regie führte. Co-produziert wurde Earthlings durch Persia White. Der Sprecher des Films ist Hollywood-Schauspieler und Tierrechtsverfechter Joaquin Phoenix. Ein großer Teil des Soundtracks stammt von Moby. Am 12. August 2015 wurde die Fortsetzung Unity veröffentlicht.

## Zusammenfassung
Earthlings ist eine Dokumentation über den Konsum von Fleisch und die Nutzhaltung von Tieren. Die Tiere dienen unter anderem als Rohstofflieferanten für Kleidung, der Unterhaltung und als Testobjekt im Rahmen von Tierversuchen.
Mit einer Betrachtung bezüglich Tierzucht, Tierheimen sowie Massentierhaltung, des Leder- und Pelzhandels, der Sport- und Unterhaltungsindustrie sowie der medizinischen und wissenschaftlichen Nutzung will Earthlings unter Verwendung von versteckten Kameras und heimlich gemachten Bildaufnahmen das tägliche Elend der Tiere zeigen. In der Dokumentation wird dies auf die Profitgier von Industriezweigen, die Tierprodukte vermarkten und wirtschaftlich von der Nutzung der Tiere abhängig sind, zurückgeführt. Weiter wird ausdrücklich erwähnt, dass laut den Autoren der Vergleich der Massentierhaltung mit dem Holocaust legitim sei.

## Produktion
Die Produktion von Earthlings dauerte fünf Jahre. Was als eine Serie von öffentlichen Bekanntmachungen bezüglich Sterilisation und Kastration von Haustieren begann, entwickelte sich zu einem Film, der viele Aspekte im Zusammenhang mit Tieren thematisiert. Autor und Regisseur Shaun Monson begann damit, Aufnahmen in Tierheimen in South Central, Long Beach und North Hollywood zu machen. Die diesbezüglichen Dreharbeiten wurden schnell fertiggestellt. Monson begann sich für die Problematiken der Nahrungsmittelindustrie und der Versuchstierpraxis zu interessieren. Während dieser Zeit bekam er Zugang zu Filmmaterial von verschiedenen Tierschutzorganisationen und begann den Film zusammenzuschneiden.
Nach und nach wurden Aufnahmen von Sprecher Joaquin Phoenix gemacht und der Soundtrack erstellt. Neben der von Moby zur Verfügung gestellten Musik wurden Teile des Soundtracks teilweise auch eigens für diesen Film komponiert.
Die Premiere von Earthlings war 2005 während des Artivist Film Festivals, wo der Film als beste Dokumentation ausgezeichnet wurde, gefolgt von einer Aufführung im Rahmen des Boston International Film Festival, wo er den Preis für den besten Inhalt erhielt. Auf dem San Diego Film Festival wurde Earthlings ebenfalls als beste Dokumentation ausgezeichnet. Joaquin Phoenix erhielt den Humanitarian Award für sein Mitwirken in diesem Film.
Am 4. November 2005 erschien Earthlings als DVD im NTSC-Format in englischer Sprache.
Phoenix hat sich zu dieser Dokumentation wie folgt geäußert:

“Of all the films I have ever made, this is the one that gets people talking the most. For every one person who sees Earthlings, they will tell three.”

„Von allen Filmen, in denen ich mitgewirkt habe, ist dieser der, über den am meisten gesprochen wird. Jede Person, die Earthlings gesehen hat, wird davon drei weiteren Personen erzählen.“

## Kritik
Felix Laurenz kritisiert den Dokufilm im Magazin Der Westen wegen seiner undifferenzierten, teils schockerhaften Herangehensweise an das Thema und den sehr unpassenden Holocaust-Vergleichen. Dadurch trete die gestellte wichtige Machtfrage („Dürfen wir Menschen Tiere für Fleisch, Kleidung und Unterhaltung (etwa in Zoos) benutzen, nur weil wir mehr Macht als sie haben?“) in den Hintergrund. Der Film diene nicht als „Aufklärungsfilm in Sachen Tierhaltung“, sondern sei lediglich „ein Quell der Selbstbestätigung für Veganer“.